# Onobrychis jailae
Onobrychis jailae là một loài thực vật có hoa trong họ Đậu. Loài này được Czernova miêu tả khoa học đầu tiên.